# Monticello (Virginia)

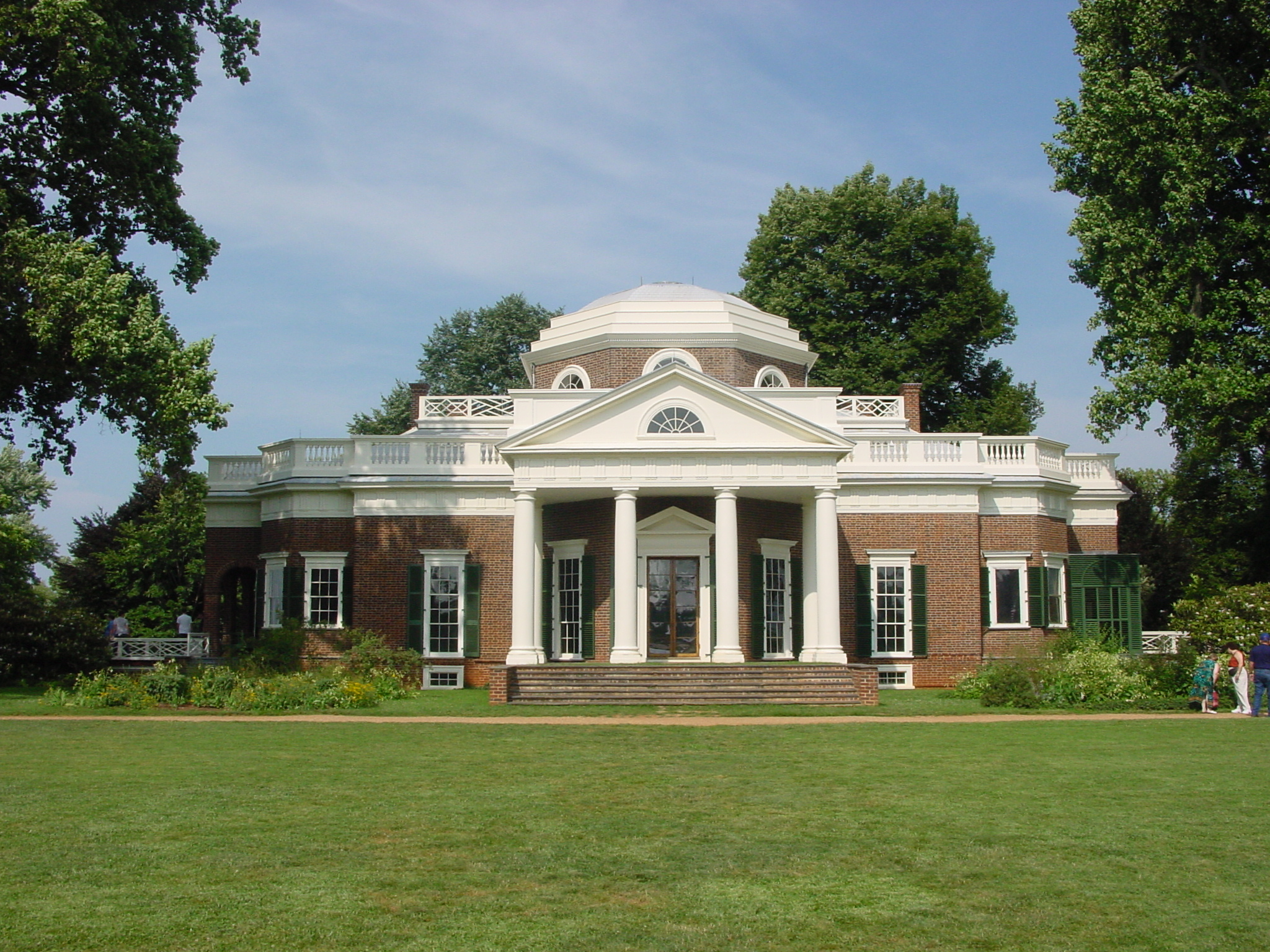
Monticello (2001)

Monticello (Italienisch für kleiner Berg), bei Charlottesville im US-Bundesstaat Virginia gelegen, war das Landgut des 3. US-Präsidenten und Autors der Amerikanischen Unabhängigkeitserklärung Thomas Jefferson, für dessen im palladianischen Stil errichtete Wohngebäude er selbst die Pläne erstellt hatte. Gemeinsam mit der ebenfalls von Jefferson entworfenen Universität von Virginia erklärte die UNESCO Monticello 1987 zum Weltkulturerbe.
In den umliegenden Plantagen, in denen Jefferson im Lauf seines Lebens über 600 Sklaven hielt, baute Jefferson Tabak und später Weizen an. Seit 1923 befindet sich Monticello im Besitz der Thomas Jefferson Foundation.

## Geschichte

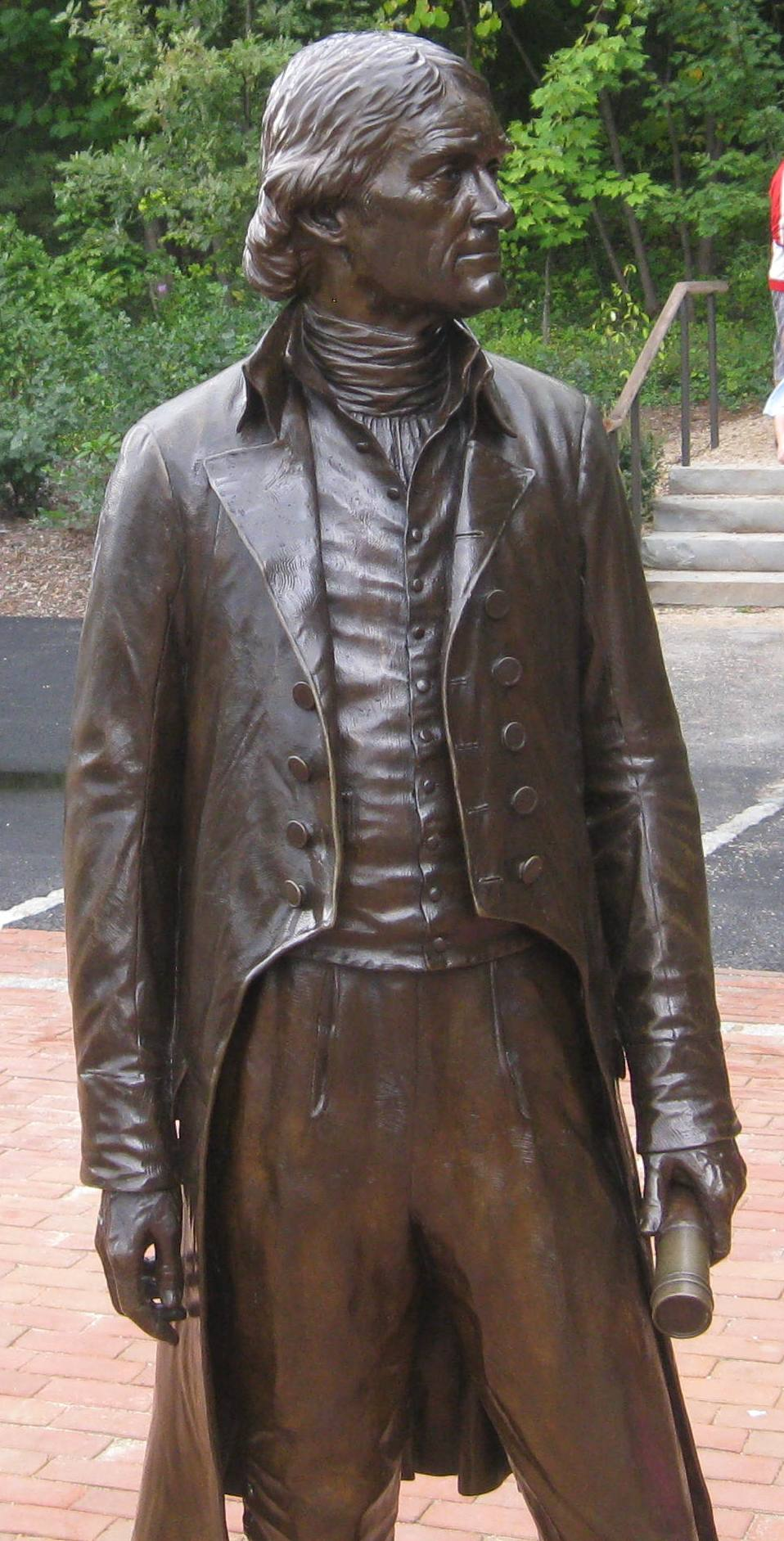
Statue von Thomas Jefferson in Monticello

Das 5000 Hektar große Gelände wurde 1735 von Thomas Jeffersons Vater Peter Jefferson erworben. Anschließend baute dieser 1741 ein koloniales Holzhaus in Shadwell. 1757 wurde neben dem dortigen Anwesen am Rivanna River eine Wassermühle gebaut.
Nachdem Jefferson 1764 das Anwesen von seinem Vater geerbt hatte, begann er 1769 mit dem Bau des Herrenhauses nach eigenen Entwürfen im klassizistischen Stil. Als Vorbild dienten die Entwürfe aus Andrea Palladios I quattro libri dell’architettura und James Gibbs Book of Architecture. 1770 brannte das Anwesen in Shadwell ab und 1771 wurde auch die dortige Mühle durch Hochwasser zerstört.
Bereits 1781 war das Anwesen Monticello weitestgehend fertiggestellt, doch überarbeitete Jefferson 1796 seine Entwürfe und nahm die Bauarbeiten wieder auf. Auch nachdem das Gebäude 1809 nahezu in seiner heutigen Form vollendet war, baute er Monticello immer wieder um. Nachdem bei dem Brand von Washington die dortige Bibliothek zerstört worden war, verkaufte Jefferson seine Bibliothek an den Kongress. Bis heute sind seine damals gespendeten Bücher der Grundstock der Library of Congress.
Jefferson empfing auf Monticello immer wieder prominenten Besuch, wie 1825 den Marquis de Lafayette. Nach Jeffersons Tod 1826 wurde die Plantage aufgegeben. Die Sklaven und ein Großteil der Inneneinrichtung mussten wegen der starken Verschuldung Jeffersons 1827 verkauft werden. Das Anwesen selbst wurde 1831 für 7500 US-Dollar an James Turner Barclay verkauft und ging 1836 in den Besitz von Uriah P. Levy, dem ersten jüdischen Kommodore der Vereinigten Staaten über. Levy, der aus Savannah kam, kaufte die Möbel zurück und bemühte sich, das Gebäude zu erhalten. So sind heute etwa sechzig Prozent der Möbel aus Jeffersons Zeiten.
Im Sezessionskrieg wurde Monticello 1862 von Virginia enteignet und erst 1865 unbeschädigt zurückgegeben. Nach dem Tod Levys 1879 kam es zu einem gerichtlichen Streit unter dessen Erben um den Besitz Monticellos. Schließlich kam es in den Besitz von Jefferson Monroe Levy, der die anderen Erben auszahlte.
1909 versuchte Maud Littleton, die Frau von Martin W. Littleton, Monticello enteignen zu lassen. Dies war antisemitisch begründet, da Jefferson Monroe Levy, dem Monticello weiterhin gehörte, jüdischer Herkunft war. Aus finanziellen Gründen musste die Familie Levy 1923 Monticello verkaufen, und Maud Littleton wurde erste Vorsitzende der neu gegründeten gemeinnützigen Thomas Jefferson Foundation, die es für Besucher öffnete. Anschließend wurde Monticello unter anderem von Fiske Kimball und Milton L. Grigg, der auch für die Restaurierung von Colonial Williamsburg verantwortlich war, instandgesetzt.
Mittel des 20. Jahrhunderts wurde das Gebäude innen mit Stahlträgern verstärkt. Im Dezember 1960 erhielt Monticello den Status eines National Historic Landmarks zuerkannt. Im Oktober 1966 wurde das Anwesen als Gebäude in das National Register of Historic Places eingetragen. Heute ist Monticello eine viel besuchte Erinnerungsstätte.

## Anlage

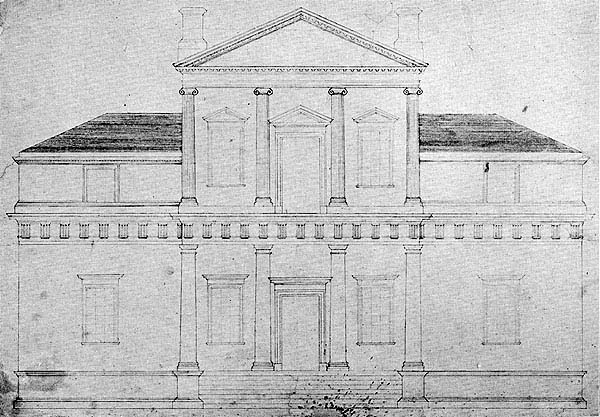
Früher Entwurf Monticellos (1771)

Das Haus gilt als einer der bedeutendsten Bauten aus der Gründerzeit der Vereinigten Staaten. Außerdem gehört es zu den ersten Gebäuden des Klassizismus. Die Einrichtung aus der Zeit Jeffersons ist weitgehend erhalten geblieben, darunter seine Bibliothek und seine naturwissenschaftlichen Sammlungen. Außer dem Wohnhaus sind auch die Wirtschaftsgebäude erhalten oder wurden rekonstruiert.
Um das Gebäude auf dem Berg zu errichten, wurde dieser 1768 zunächst abgeflacht und mit Terrassen befestigt. Der ursprüngliche Entwurf sah ein weitaus größeres zweites Geschoss sowie mehrere zwei Stockwerke hohe Portiken vor. Als erste Räume wurden Schlafzimmer und Esszimmer fertiggestellt. Anschließend erfolgte der Bau des zentralen Saals. Während der Bauarbeiten wohnte Jefferson zunächst ab 1770 im Südpavillon, bis er zwischen 1773 und 1774 die ersten fertigen Räume bezog. Vor allem seine Sklaven, aber auch bezahlte Arbeiter waren für den Bau verantwortlich.
Nach dem Tod seiner Frau Martha 1782 wurde die Bauarbeiten auf Monticello unterbrochen. Zu diesem Zeitpunkt waren lediglich die Portiken sowie die Inneneinrichtung unvollendet. Während eines Besuchs in Paris zeigte sich Jefferson fasziniert von der französischen Architektur des Klassizismus. So besichtigte er unter anderem, wie er in seinen Briefen schilderte, das Palais Royal, die 1887 abgerissene Halle aux blés und die Kirchen Sainte-Geneviève (das heutige Panthéon) und La Madeleine. Dort besuchte er auch Ausstellungen von Künstlern wie Hubert Robert, Jacques-Louis David und Élisabeth Vigée-Lebrun und erwarb Kopien europäischer Meister für Monticello. Nach seiner Rückkehr aus Europa 1796 ließ er die dort beobachteten Stile in seine überarbeiteten Entwürfe mit einfließen. So schrieb er am 16. Mai 1796 über die Arbeiten auf Monticello:

“I make some alterations in it with a greater eye to convenience than I had when younger.”

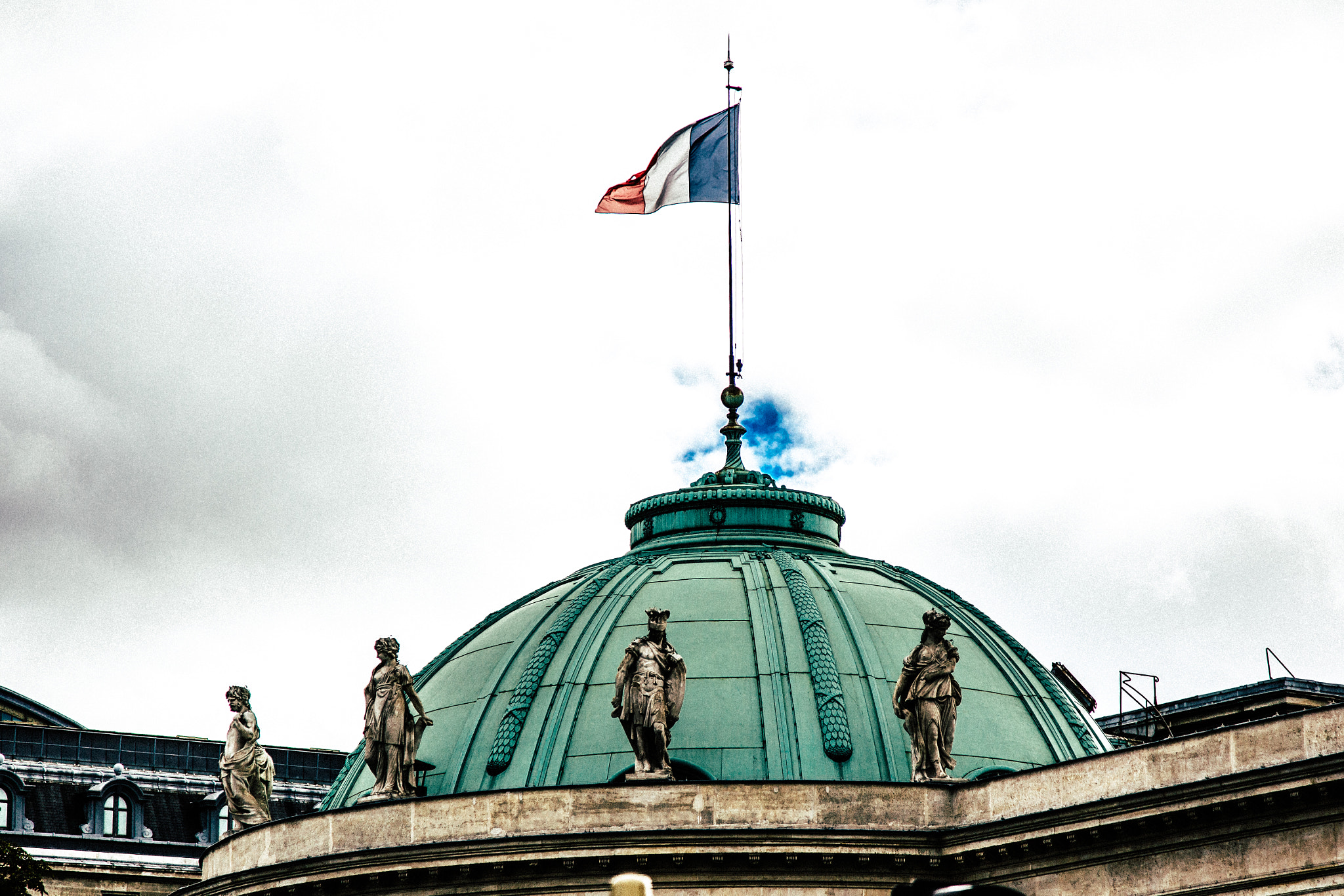
Kuppel des Hôtel de Salm in Paris (2016)

Während der Arbeiten riss Jefferson das bereits bestehende zweite Geschoss des Risalits wieder ab, erweiterte unter anderem das Gebäude um mehrere Räume auf der Ostseite und baute die große Kuppel mit dem Opaion. Jefferson verdreifachte die Anzahl der Räume von acht auf 21. Nicht mit eingerechnet sind bei dieser Angabe die zwölf Kellerräume. Diese wurden in ihrer Anzahl verdoppelt. Jefferson baute unter anderem ein Arbeitszimmer für seine Tochter, zwei Gästezimmer und seine Privatbibliothek an. Verbunden wurden die angebauten Räume über einen zentral verlaufenden Flur. Die übrigen Räume wurden umgestaltet. Lediglich Esszimmer, Wohnzimmer und Jeffersons Schlafzimmer blieben unangetastet.
Außerdem versenkte er die meisten Wirtschaftsräume im Boden, da er von der einstöckigen Villenarchitektur, die er in Frankreich gesehen hatte, überzeugt war. Eines seiner Vorbilder war dort das Hôtel de Salm, dass er während seines Besuchs, wie er in seinen Briefen schilderte, „fast täglich“ besucht hatte. Deshalb versuchte er, das zweite und dritte Geschoss weitestgehend zu verstecken. Beibehalten wurde im endgültigen Entwurf hingegen die Verwendung der toskanischen Ordnung. Gesimse und Friese entstammte ebenfalls der römischen Architektur. Sehr fortschrittlich waren auch die 13 Oberlichter. Die Zimmer im Südflügel waren Jefferson, seiner Familie und seinen Sklaven vorbehalten. Um Platz zu sparen, waren die Betten als Alkoven in die Wand eingelassen.
Neben dem Hauptgebäude befinden sich im Garten mehrere Pavillons. Zwei davon, der Nord- und der Südpavillon, sind mit dem Hauptgebäude unterirdisch verbunden. Diese sind symmetrisch angeordnet. Der Südpavillon war zudem das erste Gebäude, das Jefferson auf Monticello errichten ließ und von wo aus er auch den Bau verfolgte. Zudem befindet sich im Gemüsegarten der sogenannte Gartenpavillon. Diesen entwarf Jefferson etwa 1810, vermutlich kurz vor oder nach dem Ende seiner zweiten Amtszeit als US-Präsident.

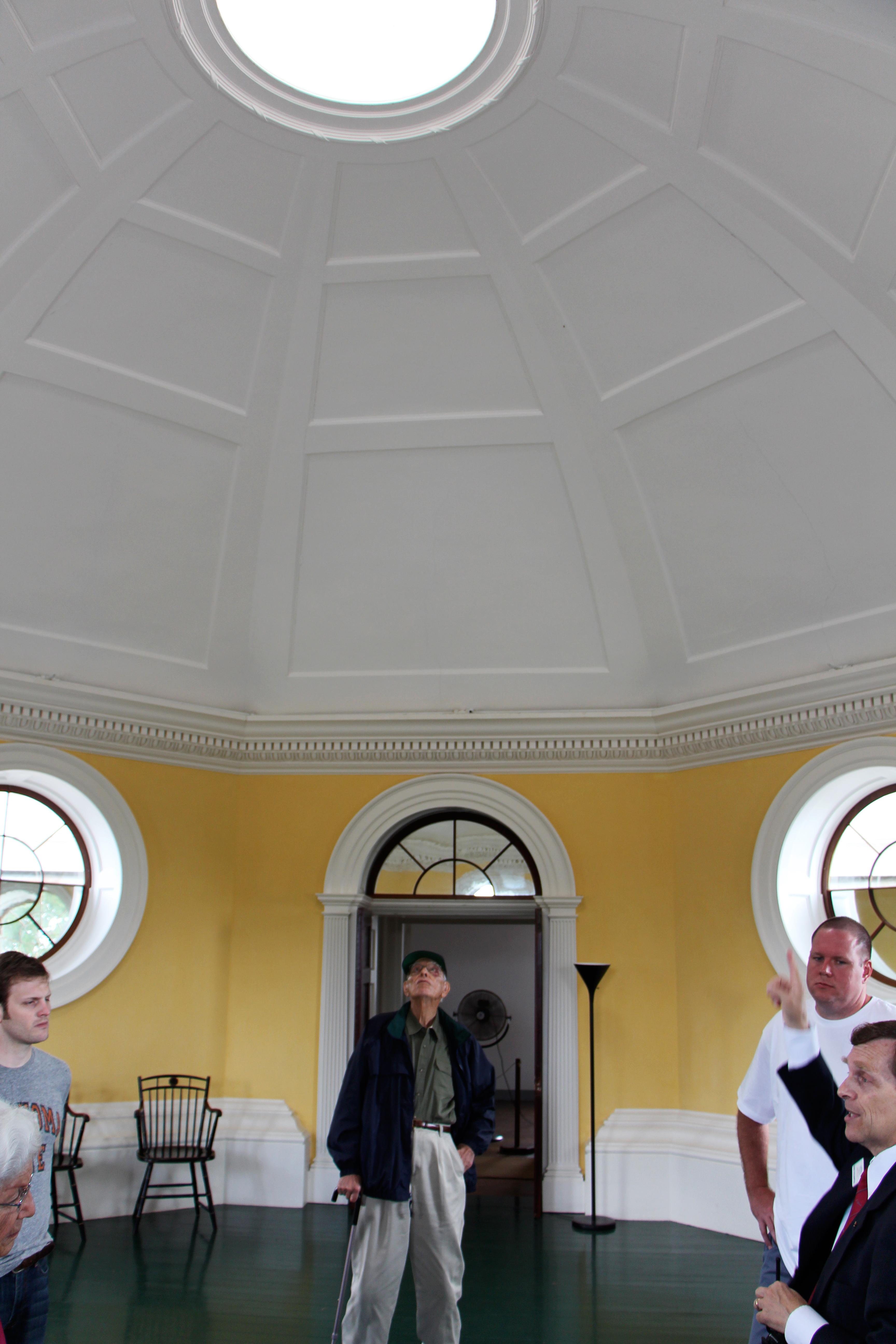
Kuppel von Monticello (2013)

Sein ursprünglicher Plan, entlang der Gartenterrasse vier Pavillons zu bauen, wurde jedoch nicht umgesetzt. Diese sollten in verschiedenen Stilen gebaut werden. So plante er einen gotischen Pavillon, eine römische Rotunde (ein verkleinerter Nachbau des Pantheons in Rom), einen römischen Tempel und einen chinesischen Pavillon. Dies wurde nicht umgesetzt, und stattdessen baute er einen einfachen unverputzten Backsteinpavillon. Die beiden römischen Pavillions sollten einen Venustempel und einen Freundschaftstempel darstellen und auf „Bastionen“ errichtet werden. Als Vorbild dienten ihm vermutlich zwei Pavillons in Stowe Landscape Gardens, den er 1786 besucht hatte.
Unterhalb des sichtbaren Gebäudes befanden sich die Kellerräume, die über einen Gang verbunden waren. Darunter waren auch ein Eiskeller und eine Küche. Über einen Aufzug konnte man von der Küche Weinflaschen in das darüberliegende Esszimmer befördern. Seitlich des Kamins befand sich eine Öffnung durch die Jefferson die Lasten entgegennahm. Über einen weiteren Lastenaufzug ließ sich auch das Essen nach oben bringen. Am unteren Ende saß ein Sklave, der die leeren Flaschen und das Geschirr ersetzte. Diese Konstruktion war von Jefferson selbst entworfen worden.
Typische Merkmale von Jeffersons Architektur, sowohl auf Monticello als auch bei seinen anderen Gebäuden, waren Portiken und Kolonnaden meist mit toskanischen Säulen, die häufig weiß sandfarben verputzt wurden. Ebenfalls war auch das auffallende Piano nobile ein wiederkehrendes Stilelement. Ebenso häufig kamen oktogonale Räume, bei Monticello die Kuppel, immer wieder in seinen Entwürfen vor.
Im Vergleich mit der Kolonialarchitektur hob sich Monticello von den damals typischen Bauformen ab. Es gilt als eines der ersten klassizistischen Gebäude auf dem Kontinent. Als Vorbilder dienten neben dem antiken Pantheon in Rom auch die Villa La Rotonda von Andrea Palladio. Beide hatte Jefferson auf seiner Reise durch Europa nie persönlich gesehen, doch er kannte sie aus Büchern. Auch Chiswick House dürfte eines der Vorbilder gewesen sein.
Nicht zuletzt durch Monticello verbreiteten sich der neue klassizistische Stil Europas. Insbesondere der Palladianismus und die georgianische Architektur wurde hier erstmals in den Vereinigten Staaten populär. Vor allem aber wurde so die Kolonialarchitektur der Südstaaten beeinflusst. In erster Linie reiche Baumwoll- und Tabakfarmer bedienten sich an der neuen Architektur.

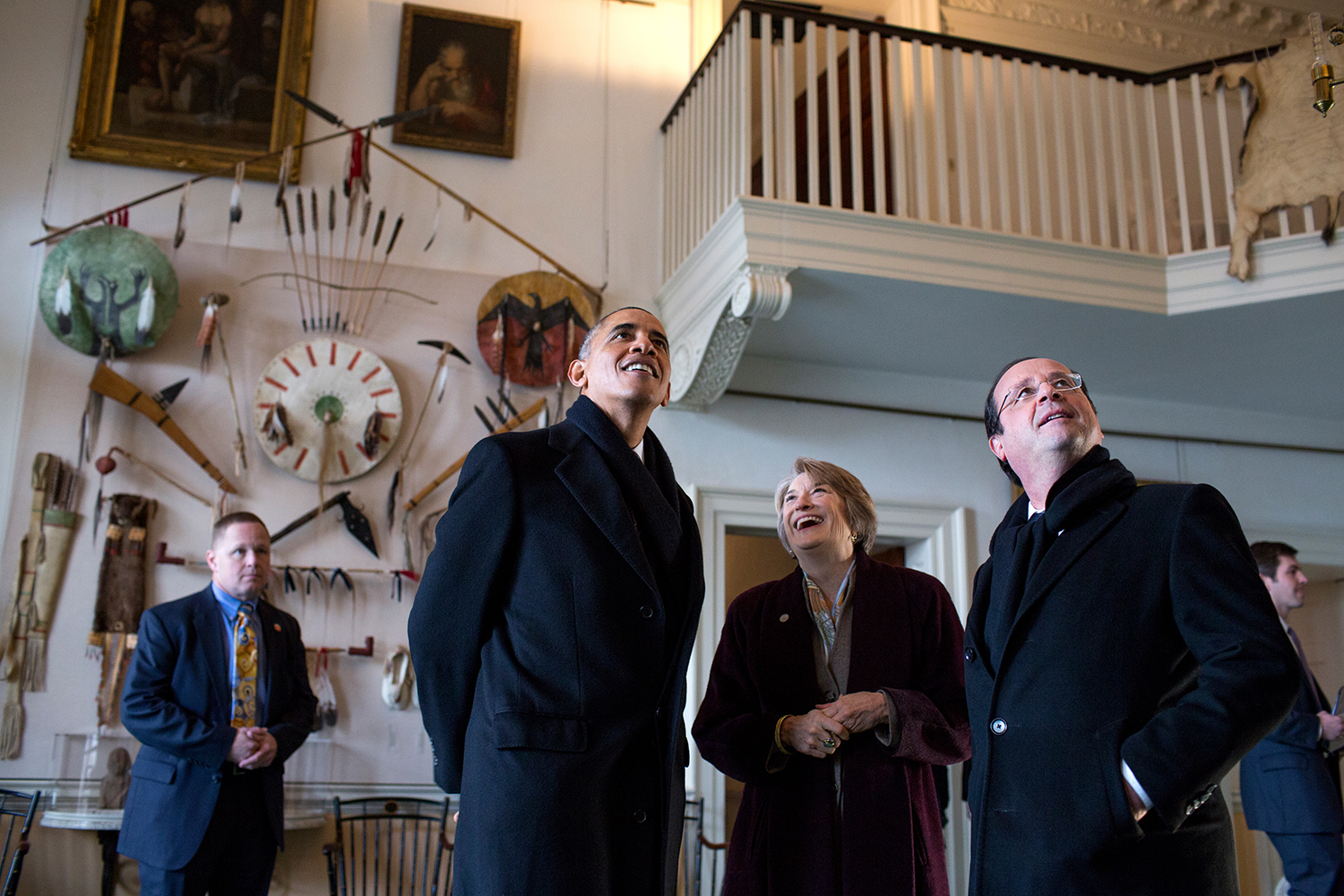
Barack Obama besucht Monticello (2014)

Auch vor dem Umbau ab 1796 dürfte sich Monticello von den übrigen Gebäuden in der Umgebung abgehoben haben. Vor allem die Verwendung von Backsteinen, aber auch die großen Fenster und die toskanischen Säulen, trugen zur Popularisierung der Jeffersonschen Architektur bei. So schrieb François-Jean de Chastellux nach einem Besuch auf Monticello 1782:

“My object in giving these details is not to describe the house, but to prove that it resembles none of the others seen in this country; so that it may be said that Mr. Jefferson is the first American who has consulted the Fine Arts to know how he should shelter himself from the weather.”

Seit dem Umbau 1796 ist Monticello 33,5 Meter lang und 27 Meter breit. Die Kuppel ist etwa 14 Meter hoch. Die Räume im ersten Stock haben eine Raumhöhe von ca. 3 Metern und die im zweiten Stock eine Höhe von etwa 2,5 Metern. Die Wohnfläche beträgt etwa 1000 Quadratmeter.
Die Fenster von Monticello kamen vermutlich aus England. Bei den Erweiterungen Jeffersons wurde hingegen böhmisches Glas aus Philadelphia verwendet. Das Mahagoni der Fensterbänke kam ebenfalls von dort. Heute sind noch etwa zehn Prozent der Glasfläche aus Glas aus der Erbauungszeit. Beheizt wurde das Gebäude mit Hilfe von acht Kaminen. Das Holz für den Dachstuhl ließ er aus seinem eigenen Land schlagen, und die Ziegel ließ er von seinen Sklaven vor Ort brennen.
Hinter den großen Glasscheiben im Inneren des Anwesens baute Jefferson Orangen an. Auf der Mulberry Row sah er zunächst in den 1790er Jahren ein zweistöckiges Gewächshaus mit Terrasse vor. Schließlich reduzierte er jedoch seine Idee eines Gewächshauses auf eine kleine Loggia, die er in das Hauptgebäude integrierte. Dieses wurde vermutlich 1809 fertiggestellt. Im Winter mussten jedoch die Pflanzen, wie aus seinen Briefen hervorgeht, andernorts untergebracht werden.

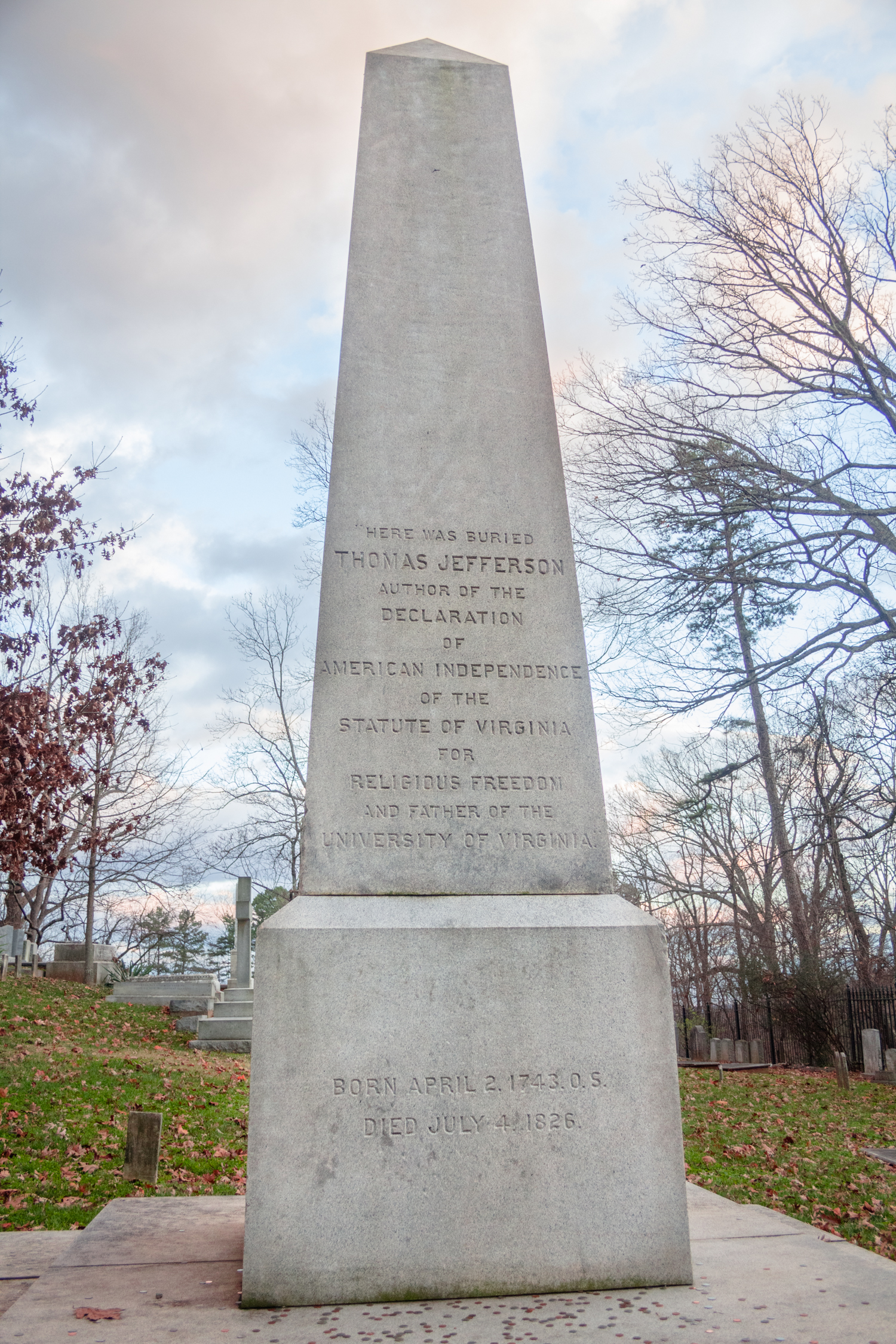
Grabstein von Thomas Jefferson (2011)

Aufgrund der zunehmenden Verschuldung Jeffersons begann sich der Zustand Monticellos zu seinem Lebensende hin zu verschlechtern. Auch der Bau der Universität von Virginia, aber auch familiäre Probleme veranlassten ihn dazu, sich weniger um den Zustand Monticellos kümmern.
Das Grab Thomas Jefferson befindet sich ebenfalls auf Monticello. Bereits lange vor seinem Tod entwarf er in einer Skizze sein Grabmal, das aus einem Obelisken besteht. Auf diesem stehen neben seinem Geburtsdatum und seinem Todestag seine drei wichtigsten Errungenschaften. Diese fasste er wie folgt zusammen: Sie waren für ihn seine Autorenschaft an der Unabhängigkeitserklärung der Vereinigten Staaten, sein Einsetzen für die Religionsfreiheit und die Gründung der University of Virginia. Als seinen Geburtstag gab er den 2. April an, seinen Geburtstag nach dem Julianischen Kalender, weswegen neben dem Datum auch die Abkürzung „O. S.“ für Old Style steht.
Der Obelisk wurde 1833 von John M. Perry und James Dinsmore hergestellt. Er bestand nicht aus Marmor, sondern aus Granit, um ihn vor Grabschändung aufgrund des Wertes zu schützen. Jeffersons schlimmste Befürchtung, dass dieser Vandalen zum Opfer werden könnte, bewahrheitete sich jedoch, da viele seiner Anhänger Bruchstücke als Erinnerung mitnahmen. Ebenso löste sich die an dem Obelisken befestigte Grabplatte ab. Um ihn vor der vollständigen Zerstörung zu bewahren, wurde er von der Familie Levy abgebaut.
1878 und erneut 1882 wurde beschlossen, einen neuen Obelisken auf dem Friedhof von Monticello zu errichten. Dieser 1883 erbaute Obelisk war etwa doppelt so groß wie der von 1833 und wog etwa sieben Tonnen. Der originale Obelisk befindet sich seither in der University of Missouri, der dort 1885 enthüllt wurde. Bei dem Brand der Academic Hall 1892 zerbrach die Grabplatte in drei Stücke. Heute befindet sich die Grabplatte in der sogenannten Jesse Hall. Seit ihrer Gründung 1913 kümmert sich die Monticello Association um die Gräber der Familie Jefferson.
2004 erwarb die Thomas Jefferson Foundation die sogenannte Mountaintop Farm, die auch Patterson's Mountain oder Brown's Mountain genannt wird. Dies sollte verhindern, dass die Monticello umgebenden Plantagen, die sich ursprünglich im Besitz von Thomas Jefferson befanden, bebaut werden. Zuvor hatten die dortigen Gebäude als Studentenunterkünfte gedient.
Das ebenfalls von Jefferson erbaute Anwesen Poplar Forest bei Lynchburg ist Monticello stilistisch sehr ähnlich. So wurden auch hier toskanische Säulen und halbrunde Giebelfenster verwendet, und ebenso wie Monticello ist das oktogonale Gebäude aus gebrannten Ziegelsteinen gebaut. Außerdem hat es ebenfalls ein Oberlicht über dem Esszimmer, das dort einen exakten Würfel darstellt.
Auch das von Jefferson erbaute Virginia State Capitol hat einige Ähnlichkeiten mit Monticello. Im Gegensatz zu diesem weist es jedoch sechs ionische Säulen auf. Monticello hingegen, das toskanische Säulen aufweist, ist, im Gegensatz zum Virginia State Capitol, aus unverputzten Backsteinen gemauert. Eine weitere Ähnlichkeit sind auch hier die großen Glasfenster und Oberlichter.
Weitaus mehr Ähnlichkeiten mit Monticello weist die hauptsächlich von Jefferson entworfene University of Virginia auf. Ebenso wie dieses ist die dortige Rotunde mit eine Kuppel und einem Opaion überwölbt. Des Weiteren wurden auch hier bei den Kolonnaden toskanische Säulen und unverputzter Backstein verwendet, die zentrale Merkmale von Jeffersons Architektur sind. Ebenso verwendete er hier bei den Portiken ionische und korinthische Säulen.
Neben Jefferson hatten auch George Washington mit Mount Vernon und James Madison mit Montpelier einen Landsitz. Letzteres liegt nur etwa 50 Kilometer von Monticello entfernt. Ebenso wie Jefferson hielten Washington und Madison dort Sklaven. Montipellier wurde von James Dinsmore umgebaut, der auch den Obelisken auf Monticello fertigte. George Washington baute Mount Vernon genau wie Jefferson Monticello nach eigenen Entwürfen im klassizistischen Stil um. Ebenso wie dieser orientierte er sich dabei an der Architektur von Andrea Palladio.

### Inneneinrichtung

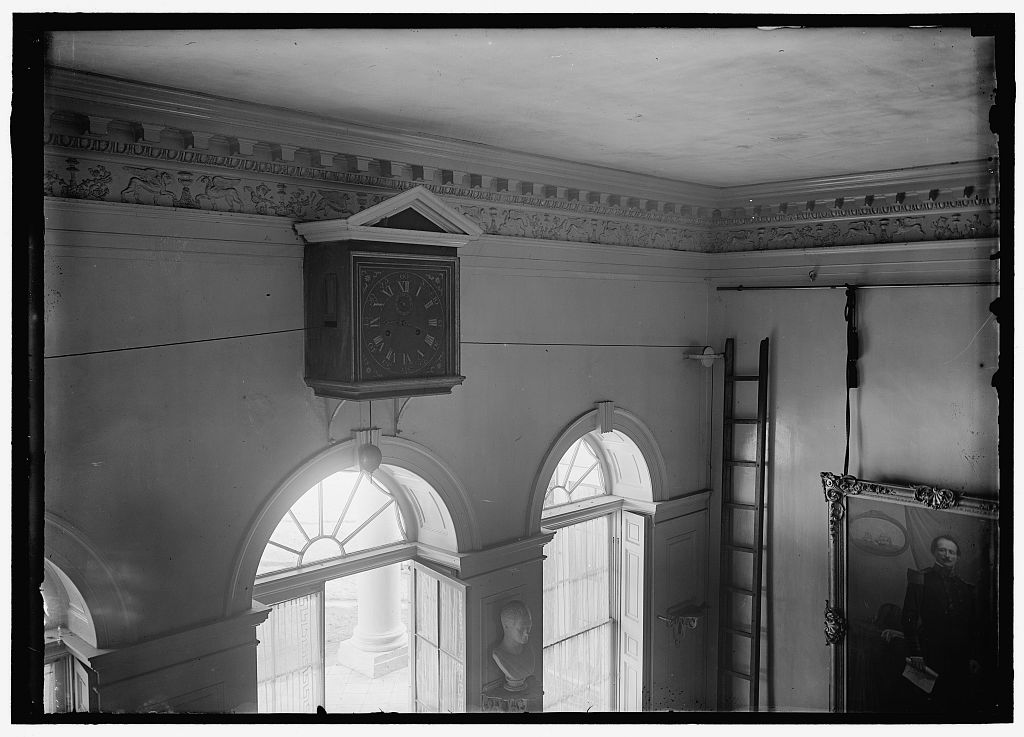
Große Uhr im Vestibül, zwischen 1914 und 1918

Jefferson entwarf einen Großteil der Inneneinrichtung selbst. So entwarf er für seine Sklaven eine nach Osten gerichtete Uhr mit nur einem Stundenzeiger, die mit demselben Uhrwerk betrieben wird wie die Uhr im Vestibül. Dort befinden sich auch Nachbildungen der indianischen Gegenstände, die von der Lewis-und-Clark-Expedition mitgebracht wurden. Der Boden der Eingangshalle ist grasgrün. Jeffersons strich diesen auf Anweisung Gilbert Stuarts in diesem Farbton.
Vom sogenannten South-Square-Room aus verwaltete Martha Jefferson Randolph die Arbeit der Sklaven. Die Wände in diesem Raum sind, ebenso wie die des Schlafzimmers, hellblau gestrichen. Letzteres stattete Jefferson mit Möbeln aus, die er aus Paris mitgebracht hatte. Unter anderem befinden sich dort Seidenvorhänge und Marmortische sowie gepolsterte Sessel. Dieser Raum war Jeffersons Sterbezimmer.
Der Salon wurde von Jefferson oft kulturell genutzt. Dort befand sich auch seine Kunstsammlung. Auch das Esszimmer, dessen Tische sich bei Bedarf wegklappen ließen, wurde kulturell genutzt. Der kälteste Raum des Hauses war das Teezimmer, dass sich im nördlichen Erker befindet. Dieser ist lediglich durch einen elliptischen Bogen mit zwei gläsernen Schiebetüren vom Esszimmer getrennt. Die zahlreichen Schriften und Briefe schrieb Jefferson im Cabinet. Dieser Raum befindet sich im seitlichen Erker und ist dunkelgrün gestrichen. Der vierte US-Präsident James Madison und seine Frau Dolley übernachteten häufig in einem Gästezimmer, das heute den Namen Madison Room trägt. Das achteckige Zimmer wurde ursprüngliche auch wegen seiner Form The Octagonal Room genannt.
Jeffersons jüngste Schwester Anne Scott Jefferson Marks lebte nach dem Tod ihres Mannes 1811 auf Monticello in einem Zimmer im zweiten Stock, dem sogenannten Aunt Marks's Room. Die dortigen Zimmer haben eine vergleichsweise niedrige Deckenhöhe. In einem weiteren Zimmer im zweiten Geschoss wohnte Jeffersons Tochter Martha, die später dort auch mit ihrer Familie lebte. Ihre Töchter hatten ein weiteres Zimmer nebenan. Auch das Zimmer für die kleinsten Enkel, Nursery genannt, befand sich in dieser Etage.
Im dritten Stock befindet sich der Doom Rome, der sich, wie der Name schon sagt, unter der Kuppel befindet. Dieser achteckige Raum hat gelb gestrichene Wände sowie runde Fenster. Die Kassetten der Kuppel zusammen mit dem Opaion waren vermutlich von der Kuppel des Pantheons, die er anderem aus den Büchern Palladios kannte, inspiriert. Der Zweck des Raumes ist heute unbekannt. Vermutlich hatte er im Lauf der Zeit verschiedene Funktion. Er könnte zum Beispiel als Schlafzimmer, Abstellkammer oder als weiteres Spielzimmer für die Enkel gedient haben.
Neben dem Dome Raum befand sich im dritten Stock auch ein Schlafzimmer für seine Enkelsöhne, die Jefferson auch dort unterrichtete. Die Betten in diesem Raum waren zwei Alkoven. Auch ein Zimmer für seine Enkeltöchter befand sich dort. Der unverkleidete Raum besteht aus sichtbaren Holzbohlen. Das Cuddy genannte Zimmer, was im amerikanischen Englisch eine kleine Kajüte ist, war bereits damals in einem sehr schlechten Zustand.
Auch in Jeffersons Gemach befindet sich eine Astronomische Uhr. Diese wurde 1812, wie viele andere Möbel, in Philadelphia gebaut. 1999 wurde die von der Thomas Jefferson Foundation zurückerworben. Jefferson, der ein großer Bücherliebhaber war, sammelte viele Bücher, doch seine erste Bibliothek wurde bei einem Plantagenbrand zerstört. Seine zweite verschenkte er nach dem Brand von Washington 1815 an den Kongress; daher sind die heutigen Bücher bereits seine dritte Büchersammlung.
Nach dem Tod Jeffersons wurden die meisten Kunstgegenstände durch Versteigerungen verstreut. Ein Großteil der Möbel wurde inzwischen von der Thomas Jefferson Foundation zurückerworben. Darunter sind Kunstwerke, Möbel, persönliche Gegenstände, Bücher und Manuskripte. In den vergangenen hundert Jahren hat die Thomas Jefferson Foundation so über 5000 Exponate angesammelt, darunter auch einige Nachbildungen.

## Sklaverei

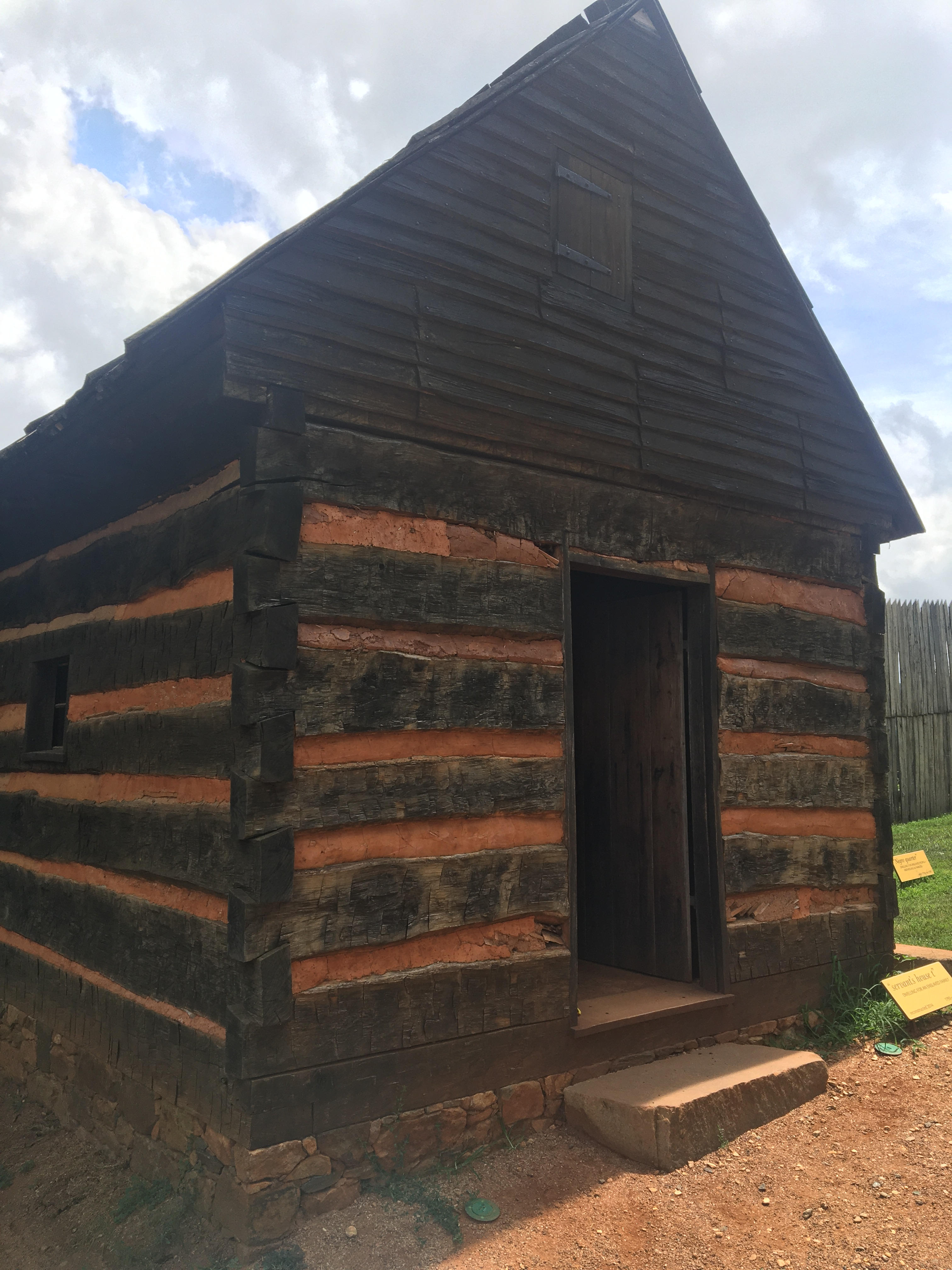
Typische Sklavenhütte auf Monticello (2022)

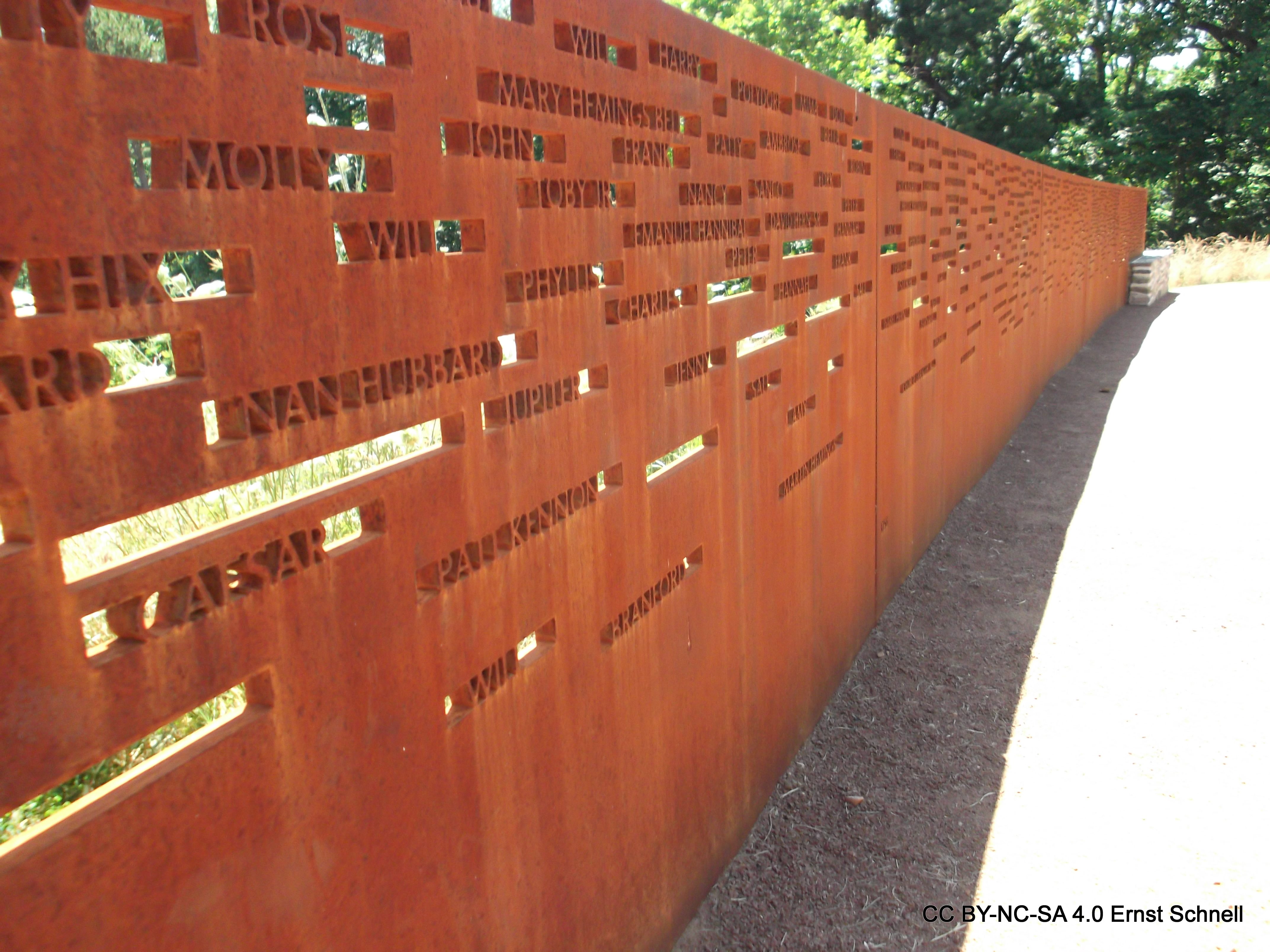
Denkmal für die Sklaven auf Monticello (2024)

Jefferson war bezüglich Sklaverei zwiegespalten, denn er war zwar von Freiheit und Gleichheit überzeugt, jedoch hielt er im Lauf seines Lebens auf Monticello 607 Sklaven, nachdem er von seinem Vater und seinem Onkel 187 Sklaven geerbt hatte. Er kaufte, verkaufte, verpfändete und verpachtete Sklaven auf Monticello. Ebenso mussten auch deren Kinder arbeiten, die für das Sammeln von Tabakschwärmern, das Schmieden von Nägeln, das Spinnen von Garn und Weben von Stoffen zuständig waren. Die Jungen zwischen 10 und 16 Jahren, die für das Schmieden von Nägeln eingesetzt wurden, bekamen mehr zu Essen und auch neue Kleidung und wurden bei „guter Arbeit“ häufig zu Handwerkern ausgebildet. Andernfalls wurden sie anschließend als Feldarbeiter eingesetzt.
Vor allem zu seinem Lebensende musste er wegen seiner massiven Schulden immer mehr Sklaven auf Monticello verkaufen. Während der erhöhten Kindersterblichkeit auf Monticello und Poplar Forest 1819 sollten seine Aufseher die Kinder der Sklaven zwar retten, jedoch nicht nur aus moralischen Gründen, sondern auch wegen deren Wert. Außerdem argumentierte er, dass die Vermietung von Sklaven, die auf Monticello nicht benötigt wurden, sinnvoll sei, da sie einen Gewinn erzielten, ohne dass er sie verkaufen müsse.
Jefferson hatte Angst, dass es den Sklaven auf Monticello noch schlechter gehen würde, wenn er sie verkaufte. Trotzdem war er immer wieder dazu gezwungen, so zum Beispiel in den 1790er Jahren, als er das Geld für den Bau Monticellos benötigte. Nach seinem Tod wurden die übrigen Sklaven, die oft ein Leben lang auf der Plantage von Monticello gearbeitet hatten, verpfändet, was für sie eine erhebliche Verschlechterung der Lebensumstände bedeutete. So wurden unter anderem deren Familien bei den Auktionen getrennt. Zu diesem Zeitpunkt waren 130 Sklaven auf Monticello, die verkauft wurden, um einen Teil der zwölf Millionen Dollar Schulden zu tilgen. Diese brachten jedoch nur etwa siebzig Prozent des zuvor veranschlagten Wertes ein.
1817 wollte Tadeusz Kościuszko Jefferson 17.000 Dollar vererben, doch dieser schlug, trotz seiner Schulden, das Erbe aus, da er als Gegenleistung verlangte, dass er seine Sklaven auf Monticello und Poplar Forest freilassen solle. Jefferson war der Ansicht dass andere Anreize als körperliche Züchtigung die Sklaven zum Arbeiten bringen könnten. Dies begann er ab den 1790er Jahren auf Monticello umzusetzen, obwohl es Augenzeugenberichte gibt, die angeben, dass dies nur teilweise der Fall war. Seine Aufseher hielten sich nämlich häufig nicht an seine  diesbezüglichen Anweisungen.
Er setzte sich im Gegensatz zu anderen Sklavenhaltern für deren Anerkennung als Menschen ein, obwohl er weiterhin der Ansicht war, dass Weiße den Sklaven „überlegen“ seien. Er unterstützte auch nicht deren Befreiung. Nachdem er ab den 1790er Jahren begann, vermehrt Weizen anzubauen, hatte er einen Überschuss an Sklaven. Um diese nicht verkaufen zu müssen, begann er sie in den Scheunen der Mulberry Row einzusetzen. Ebenso benötigte er sie für seine fortlaufenden Bauprojekte.
Sklaven hatten auf Monticello verschiedene Aufgaben; die Mehrzahl arbeiteten auf den Plantagen. Die Sklaven, die für Jefferson als Diener fungierten, wurden von Betty Hemings angeleitet. Unter ihnen waren auch deren vier Töchter, darunter auch Sally Hemings, mit der er eine Liebesbeziehung führte. Eine weitere direkt im Anwesen tätigen Sklavin war Ursula Granger, die er 1773 ersteigert hatte. Für seine Bauprojekte wurden ebenfalls Sklaven aus der Familie Hemings, darunter auch der Zimmermann John Hemings eingesetzt. Die Mehrzahl der Sklaven, die auf Monticello geboren wurden, wurden erst im Laufe des Sezessionskriegs freigelassen. So beispielsweise Robert Hughes, der fast vier Jahrzehnte als Schmied auf der Plantage Edgehill gearbeitet hatte.
Heutzutage versucht die Thomas Jefferson Foundation über diese Zeit aufzuklären. So wurde 2014 eine typische Sklavenhütte, die sogenannte Hemmings Cabin, die nach Priscilla Hemmings, dem Kindermädchen Jeffersons, benannt wurde, rekonstruiert.

### Plantagen

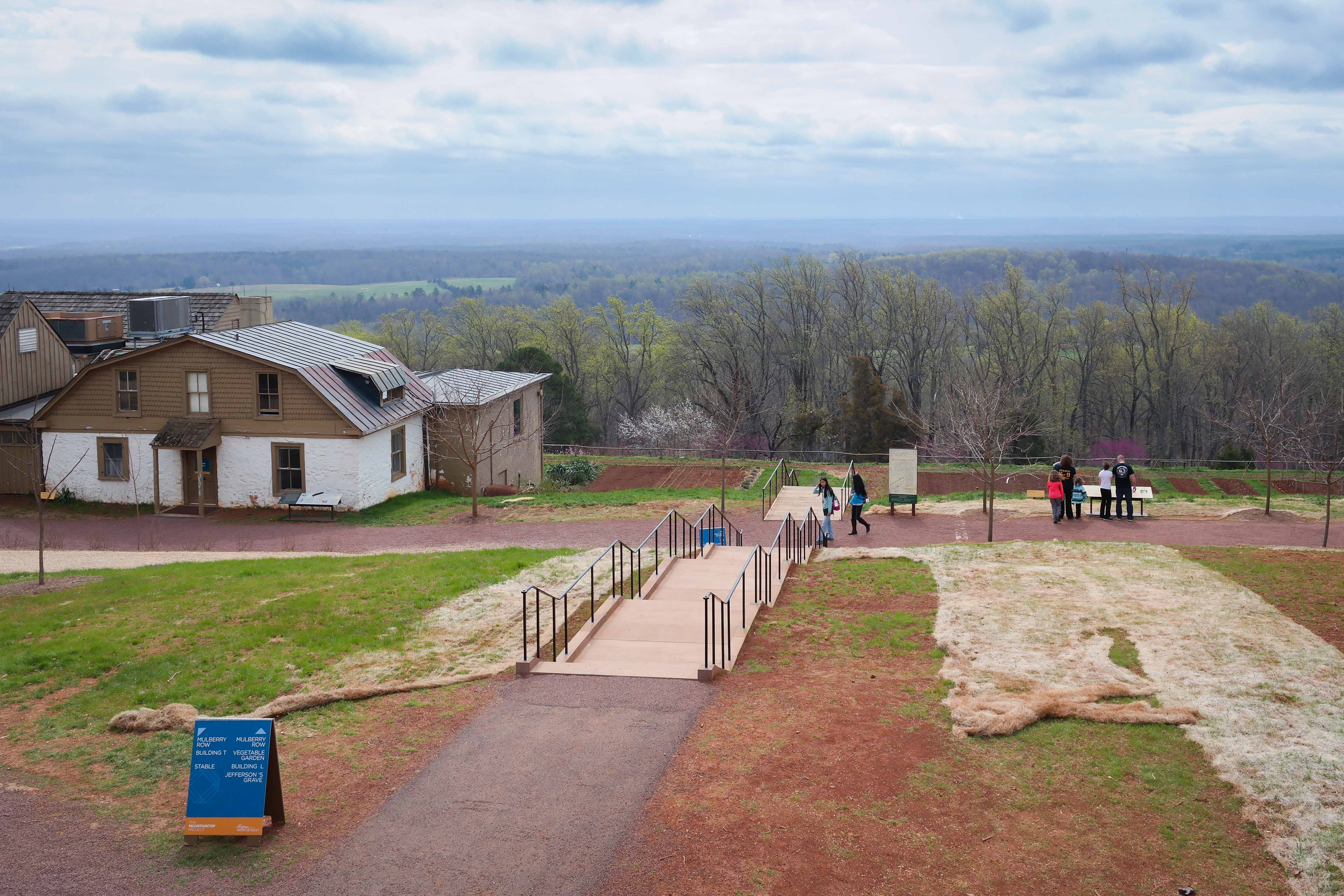
Mulberry Row (2015)

Als Jefferson Monticello erbte, wurde dort in erster Linie Tabak angebaut. Er betrieb die Plantagen in Dreifelderwirtschaft, da Tabak die Böden auslaugte. Auch Bodenerosion stellte zunehmend ein Problem dar. Zur Jahrhundertwende wurde daher vermehrt Weizen und Mais angebaut.
Für die Sklaven wurden mehrere Sklavenviertel eingerichtet, darunter auch die sogenannte Mulberry Row, von wo aus auch die Bauprojekte Jeffersons umgesetzt wurden. Diese hundert Meter südlich von Monticello gelegene, 300 Meter lange Straße wurde von verschiedenen Handwerkern, sowie Sklavenunterkünften gesäumt. Jefferson überlegte in den 1770er Jahren dort eine Klassizistische Häuserreihe als Unterkünfte für Sklaven und bezahlte Arbeiter gleichermaßen zu bauen. Jede Familie sollte so ihren eigenen Schlafraum, der um einen zentral gelegenen Raum angeordnet war, bekommen. Dies wurde allerdings nicht umgesetzt. Heute sind von der Mulberry Row von den ursprünglich 20 Hütten noch die Hütte des Webers, sowie die Grundmauern und der Schornstein der Schreinerei erhalten. Ebenso sind von weiteren Gebäuden als Bodendenkmal erhalten. Seit den 1770er Jahren betrieb Jefferson außerdem auf der angrenzenden Terrasse Gemüsebau. 1939 wurde die Blumengärten von der Thomas Jefferson Foundation wiederhergestellt. Auf der Westseite des Anwesens befindet sich der ovale Westrasen, eine Rasenfläche, die von mehreren geschwungenen Blumenbeeten begrenzt wurde. Jefferson baute dort 105 verschiedene Blumenarten an. Ebenso auf dem Gelände befand sich eine Unterkunft für die zahlreichen Gäste, die Jefferson auf Monticello empfing. Diese wurde von 16 Sklaven betrieben.

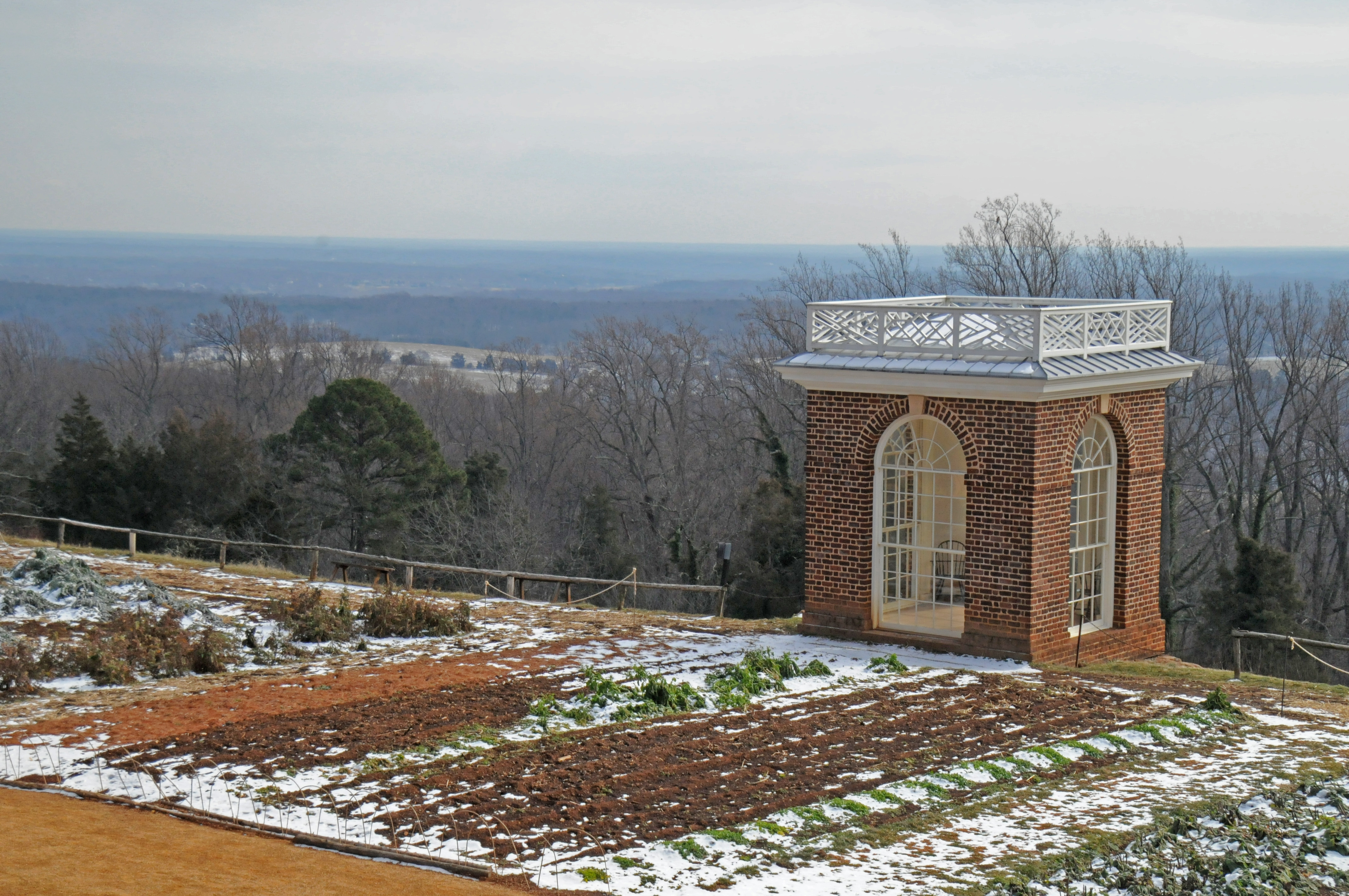
Gemüsegarten mit dem Gartenpavillon (2013)

Archäologische Untersuchungen des ehemaligen Plantagengeländes und der früheren Wohnstätten der Sklaven waren erst zu Beginn des 21. Jahrhunderts beendet. Durch die Funde sind unter anderem Erkenntnisse über das Leben der Sklaven im 18. und 19. Jahrhundert möglich, über die ihre weißen Zeitgenossen nur sehr wenig überliefert haben. So zeigten die Funde, dass die Sklaven auf der Plantage zunächst in mehreren Gemeinschaftshäusern untergebracht waren, zu Beginn des 19. Jahrhunderts jedoch in Familienunterkünften wohnten. Bei den Grabungen wurden sowohl ein zentrales Sklavenviertel, als auch ein Aufseherhaus gefunden. Die Behausungen der Sklaven waren oft winzige Blockhütten, die oft nur aus einem einzigen Raum bestanden. Ebenso wurde im Winter zwischen 2000 und 2001 ein 40 Gräber umfassender Friedhof, auf dem die Sklaven bestattet wurde, gefunden. Dieser wurde von 2018 bis 2022 neu gestaltet.
Neben Sklaven arbeiteten auch mehr hundert freie Arbeiter auf Monticello. Unter ihnen waren die Aufseher, die die Farmen verwalteten, aber auch Glaser, Maurer, Gärtner, Stuckateure und andere Menschen, die für die Bauvorhaben Jeffersons verantwortlich waren.
Monticello war in die Farmen Lego, Tufton, Shadwell und Monticello unterteilt. Shadwell, wo Jefferson geboren war, bestand aus sieben Felder, von denen jedes etwa vierzig Hektar groß war. Insgesamt waren die vier Farmen 14.000 Quadratmeter groß. 1813 verschenkte Jefferson, nachdem er dort eine weitere Mühle errichtet hatte, Shadwell und Tufton an seinen Enkel Thomas Jefferson Randolph, der sich dort niederließ.

## Abbildung auf US-amerikanischer Währung
Monticello ist seit 1938, mit einer Unterbrechung von 2004 bis 2005, auf der Rückseite des amerikanischen 5-Cent-Stückes, des sogenannten Nickel, abgebildet. Die Vorderseite zeigt traditionell das Porträt von Jefferson.

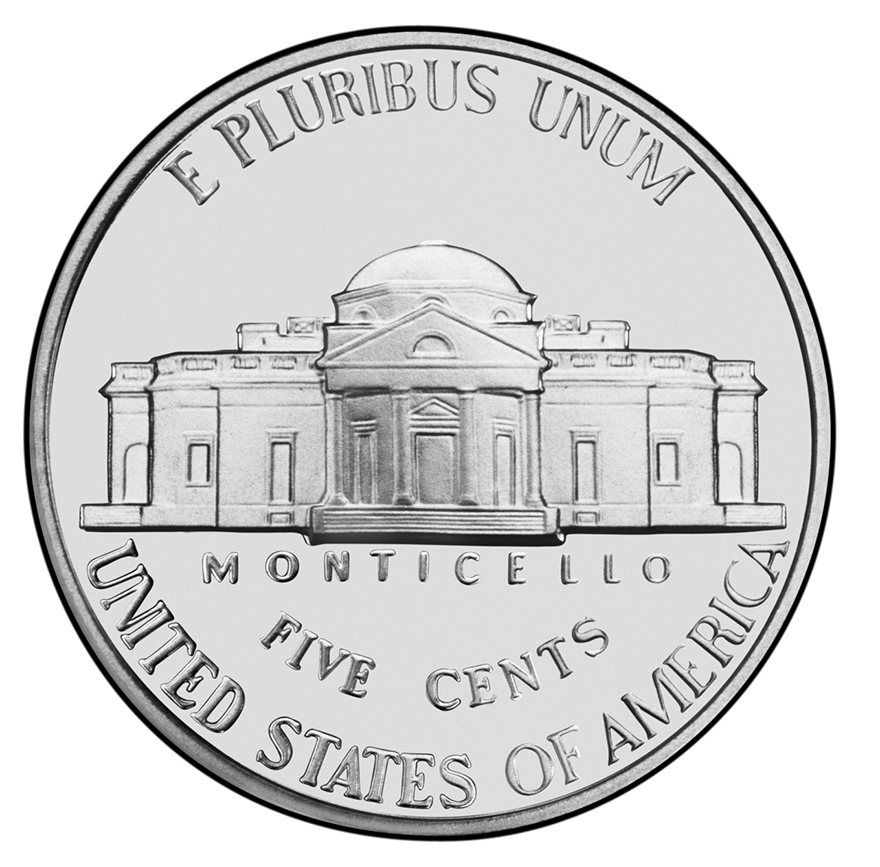
Monticello auf der Rückseite des Nickel

Eine von der amerikanischen Münzprägeanstalt geplante Änderung des Motivs ab 2003 führte zu politischem Widerstand unter Führung des US-Kongressabgeordneten von Virginia, Eric Cantor, der seit 2001 Abgeordneter für den Wahlbezirk ist, in dem Monticello liegt. Der Protest bewirkte schließlich, dass lediglich 2004 und 2005 Münzen mit insgesamt vier neuen Motiven geprägt wurden. Seit Januar 2006 wird auf der Rückseite wieder Monticello in der seit 1938 kaum veränderten Darstellung abgebildet (wobei allerdings das Vorderseitenporträt von Jefferson neu gestaltet wurde).
Monticello wurde außerdem von 1928 bis 1966 auf der Rückseite der 2-Dollar-Note abgebildet. Es ist außerdem ein häufiges Briefmarkenmotiv in den Vereinigten Staaten.

## Trivia
- Auf Monticello ließ sich Jefferson von seinem Koch James Hemings erstmals auf dem Nordamerikanischen Kontinent das Gericht Macaroni and Cheese, das er in Paris kennengelernt hatte, zubereitet. Das von Mary Randolph geschriebene Kochbuch The Virginia House-Wife trug zur Popularisierung des Gerichts bei.[51]
- Von Monticello existieren in den Vereinigten Staaten einige Repliken. So entstand 2014 eine maßstabsgetreue Nachbildung von Monticello in Somers, Connecticut.[52] Eine weitere, 2015 gebaute Nachbildung befindet sich auf dem Campus der privaten Dallas Baptist University in Dallas, Texas. Bei dieser wurden auch Vestibül und Kuppelraum originalgetreu nachgebaut.[53] Ferner basieren auch das Hauptgebäude der Fraternitie Pi Kappa Alpha der Universität von Virginia und die Perrot Library in Old Greenwich, Connecticut, auf der Architektur Monticellos. Auch das Wohnhaus von Fiske Kimball, der Monticello in den 1930er Jahren restaurierte, Shack Mountain, dass dieser 1935 bauen ließ, ist Monticello nachempfunden. Es jedoch deutlich kleiner, befindet sich jedoch nur drei Kilometer von Monticello entfernt. Auch dieses, im Colonial-Revival-Stil gehaltene Gebäude ist auf einem Berg gebaut. Seit 1976 ist es im National Register of Historic Places verzeichnet und seit 1992 ist es eine National Historic Landmark.[54]